# Geschichte der Stadt Fulda
Die Geschichte der Stadt Fulda behandelt ausgehend von der Vorzeit die geschichtliche Entwicklung der Region des mittelalterlichen Klosters und der heutigen Stadt Fulda in Osthessen. Die Geschichte des Klosters Fulda wird noch ausführlicher im Artikel Kloster Fulda beschrieben.

## Erdgeschichte

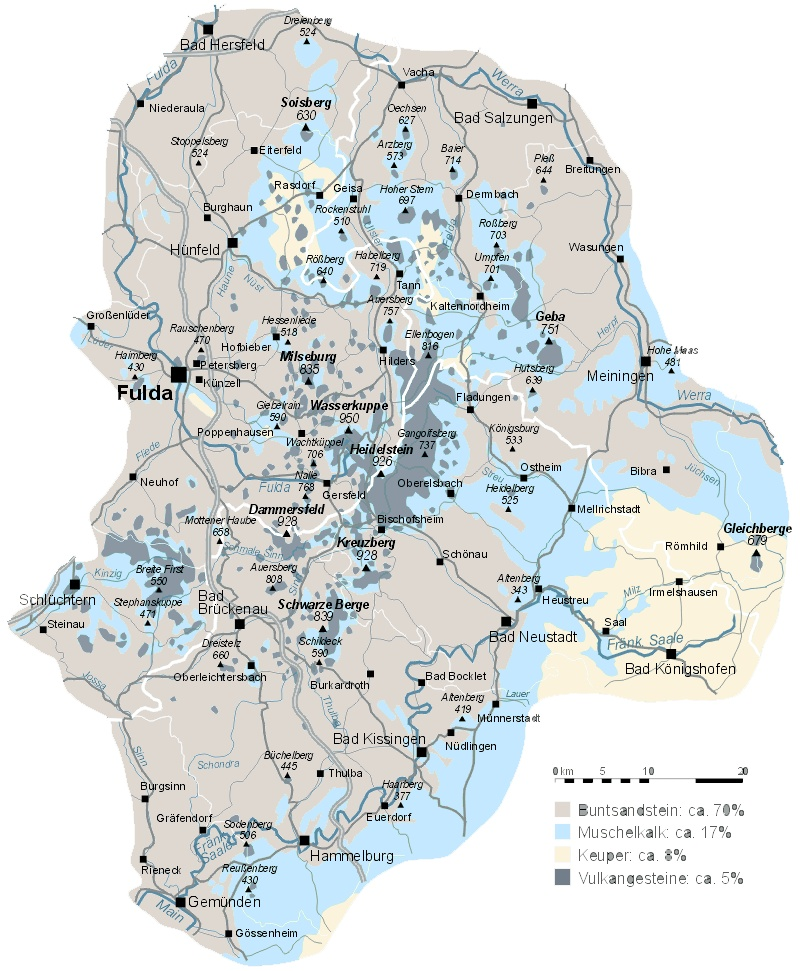
Geologische Karte Fulda/Rhön

Etwa vor 240 Millionen Jahren, während der Buntsandsteinzeit, war Osthessen eine von Flüssen durchzogene Tiefebene und wurde in der anschließenden Muschelkalkzeit vom Meer überflutet. Im Tertiär vor 65 Millionen Jahren waren die Rhönvulkane aktiv, die die heutigen Basaltfelsen entstehen ließen. In subtropischem Klima entstand in den umliegenden Seen und Sümpfen Braunkohle. Fossilfunde wiesen Ähnlichkeiten mit denen der Grube Messel bei Darmstadt auf. Nashorn- und Mastodonreste wurden 1865 beim Bau des Fuldaer Bahnhofs entdeckt.

## Vor- und Frühgeschichte
Auf erste Besiedlungen im Raum Fulda am Ende der Steinzeit um ca. 5000 v. Chr. weisen Bandkeramikfunde hin. Der Fuldaer Professor Joseph Vonderau (1863–1951) hat mit seinen über 100 Ausgrabungen den Grundstock für die Forschungen zur Vor- und Frühgeschichte im Fuldaer Raum gelegt. Daher ist das Vonderau Museum zur Stadtgeschichte auch nach ihm benannt.
Auf dem Schulzenberg (bei Fulda) in der westlichen Gemarkung Fuldas wurde ein Hockergrab-Begräbnisplatz entdeckt, der um 2700–2200 v. Chr., dem Ende der Steinzeit, angelegt worden sein mag.
Aus gefundenen Hügelgräbern, die auf 1550 v. Chr. datiert werden, ist ersichtlich, dass die Besiedlung während der mittleren Bronzezeit intensiver wurde. Ebenfalls zur Bronzezeit zählen die Urnengräber, die am Haimberg gefunden wurden. Diese Urnenfelderkultur wird auf 1200–750 v. Chr. datiert. Im September 2006 wurde beim Bau des Westringes eine bronzezeitliche Siedlung zwischen Johannesberg und Sickels gefunden. Die Anlage ist einzigartig in Hessen. In einer Notgrabung von wenigen Tagen wurden Getreidespeicher, Gräber und bronzezeitliche Müllgruben vermessen und Funde geborgen.
Auch aus der Eisenzeit (ab 750 v. Chr.) lassen sich zahlreiche Siedlungsaktivitäten nachweisen. Bedeutsam sind die Grabungen vom keltischen Oppidum Milseburg (etwa 500–100 v. Chr.), die im Fuldaer Vonderau Museum ausgestellt sind. Die Milseburg war in der Zeit, als die Römer die Kulturen nördlich der Alpen bedrohten, mit über 1000 Einwohnern ein Zentrum keltischer Kultur. Die Kelten verwendeten stabile und schwere Pflüge mit Pflugscharen, die nicht nur den Boden aufrissen, sondern die Scholle wendeten. Damit der Plug möglichst wenig gewendet werden musste, entstanden Langstreifenfluren.
Auf dem Gebiet der heutigen Stadt Fulda selbst lässt sich die Besiedlung des Fuldaer Domhügels im ersten Jahrhundert n. Chr. durch Germanen nachweisen.

## Mittelalter

### Frühmittelalter
In der Merowingerzeit soll im Raum Fulda ein fränkischer Königshof gelegen haben, der um das Jahr 700 durch einen Einfall der Sachsen zerstört wurde.

### Klostergründung

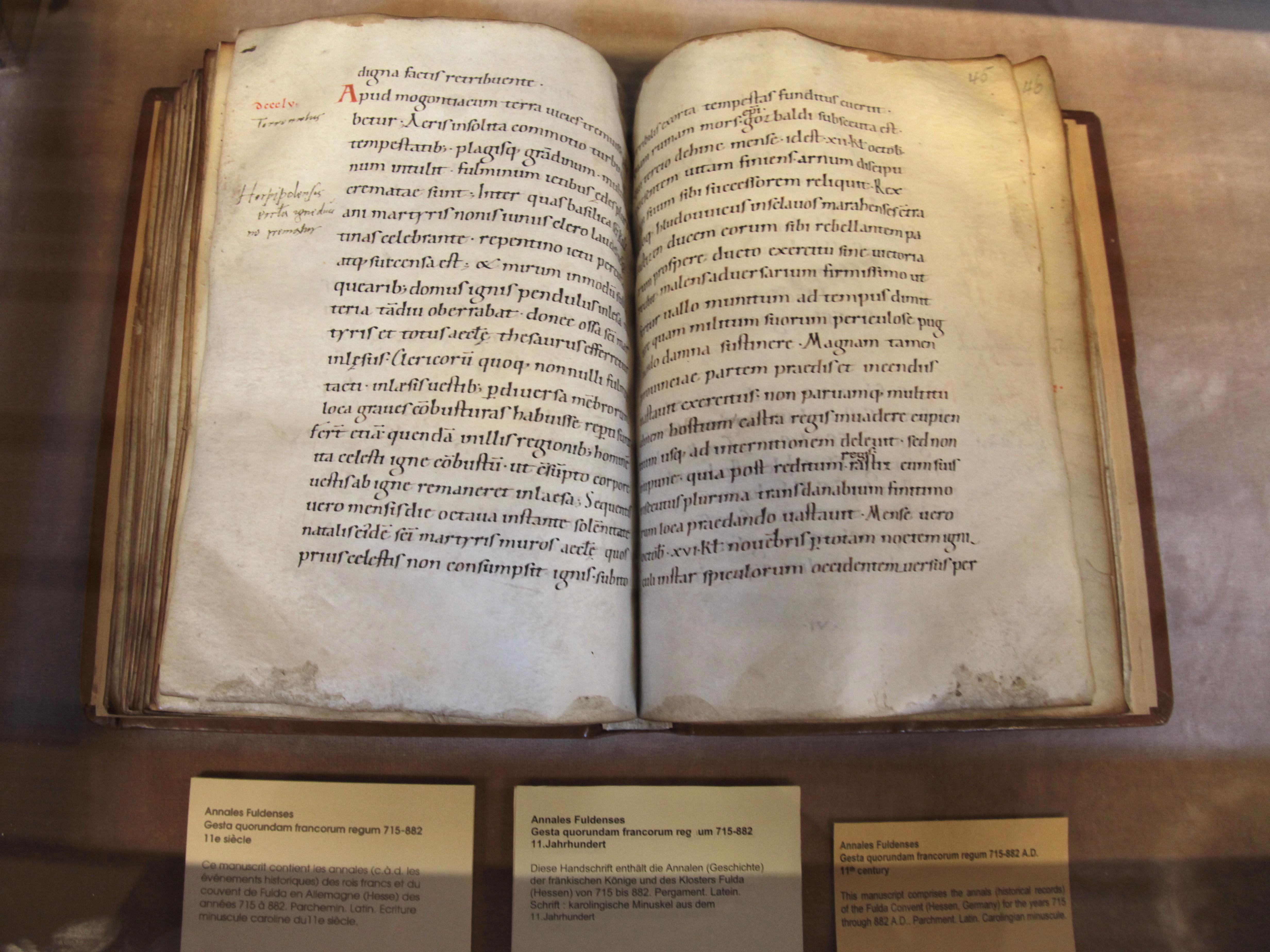
Mittelalterliche Chronik Annales Fuldenses – Gesta quorundam francorum regum 715-882 in der Humanistenbibliothek in Schlettstadt

Das Fränkische Reich entwickelte sich nach dem Zerfall des Römischen Reichs zum Machtzentrum und später zur Großmacht in Mitteleuropa. Der Frankenkönig Chlodwig I. sicherte sich mit seiner Taufe die Unterstützung Roms für seine Machtbestrebungen, eine breitangelegte Christianisierung setzte ein. Das Gebiet, auf dem sich die spätere Stadt Fulda entwickelte, war vor der Ankunft der christlichen Missionare von germanischen Chatten besiedelt. Sie blieben auch nach der Einverleibung in das Frankenreich ihren alten germanischen Göttern treu. In der Merowingerzeit soll in Fulda an der Kreuzung der alten Straßen Via Regia, Antsanvia und Ortesweg ein fränkischer Herrenhof gelegen haben, der um das Jahr 700 zerstört wurde. Es wurde wichtig, diesen strategisch bedeutsamen Ort zu sichern.
Im Auftrag von Papst Gregor II. organisierte der aus dem englischen Crediton stammende Bonifatius die Christianisierung Germaniens. Im Zuge seiner Missionsarbeit strukturierte er als Erzbischof die Kirche des damals noch weitgehend heidnischen ostfränkischen Reiches.

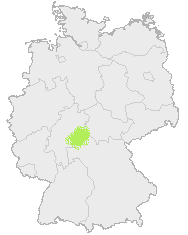
Ungefähre Lage Buchonias in dem Eiloha lag

743 übergab Karlmann, der Bruder des späteren fränkischen Königs Pippin den Herrenhof Eiloha an dem Fluss Fulda mit einem Umland von 4000 Schritt an Bonifatius, um dort ein Kloster zu gründen. Dieser Vorgang und auch das Gebiet werden Karlmann-Schenkung genannt.
Bonifatius beauftragte den aus Bayern stammenden Mönch Sturmius, zur Missionierung der Sachsen ein Kloster an einer Furt über den Fluss Fulda anzulegen, das zugleich seine Grablege sein sollte. Sturmius kam im Frühjahr 744 von Hersfeld in das Gebiet Eichloha. Er errichtete an der Stelle des heutigen Domes das Gründungskreuz für das neue Benediktinerkloster im Buchenurwald Buchonia, dessen erster Abt er wurde.
Bonifatius erreichte, dass das Kloster mit weiteren reichen Schenkungen (Besitzungen und Regalien) ausgestattet wurde. Von besonderer Wichtigkeit für das Kloster Fulda wurde, dass es als erstes im Reich 751 von Papst Zacharias unmittelbar dem Papst unterstellt wurde, kirchenrechtlich eine sogenannte Exemtion. Damit war es der Oberherrschaft der Bischöfe von Würzburg beziehungsweise des Erzbischofs von Mainz entzogen. Es war damit das erste und für lange Zeit das einzige direkt dem Papst unterstellte Kloster im Reich. 765 erhielt es den Status einer Reichsabtei unter Königsschutz und 774 die kirchliche Immunität, 804 das Recht der freien Abtswahl. Erst um 1700 wurde Fulda Bistum.
Sturmius, dessen Amtszeit als Abt von 747 bis 779 dauerte, war engstens verbunden mit den bayerischen Herzögen von Agilolfing. Fulda empfing Schenkungen führender altadliger Familien in Sachsen, im Elsass und der Konradiner, den Vorfahren der späteren salischen Kaiser des Heiligen Römischen Reiches.
Die Immunitätsprivilegien von Karl dem Großen 774 und dessen Sohn, Ludwig dem Frommen, 814, wiesen die Richtung der Entwicklung des Klosters zur Reichsabtei, die insbesondere im ottonischen Reichskirchensystem von größter Bedeutung werden sollte. Die Klostergemeinde umfasste bereits 779, beim Tod des ersten Abtes Sturmius, etwa 400 Mönche.
754 kam Bonifatius bei einem Missionszug in Friesland ums Leben; kurz bevor er bei Dokkum die Firmung von zum Christentum bekehrten Männern und Frauen vornehmen wollte, wurden er und seine Begleiter von heidnischen Friesen erschlagen (siehe Der Tod des Bonifatius).
Die Gebeine des Bonifatius wurden nach Fulda geholt. Die Übertragung des Leichnams dauerte über einen Monat, bis dieser am 9. Juli in Fulda ankam. Das Grab wurde sogleich zum Ziel zahlreicher Wallfahrer. Die Schenkungen von Gütern an das Kloster begannen schon zu Bonifatius’ Lebzeiten und setzten verstärkt ein, als der später so genannte Apostel der Deutschen dort seine Grablege gefunden hatte. Die Schenkungen brachten dem Kloster gewaltigen Streubesitz von Norditalien bis nach Friesland, vom Elsass bis nach Thüringen. Die Hauptmasse der Güter allerdings befand sich im Umkreis von Fulda und wurde von fuldischen Ministerialen, neuadligen Ritterfamilien, verwaltet, was sich sehr bald als großes Problem erweisen sollte.
Fulda wuchs und wurde das bedeutendste Kloster nördlich der Alpen.

### Aufstrebendes Kloster

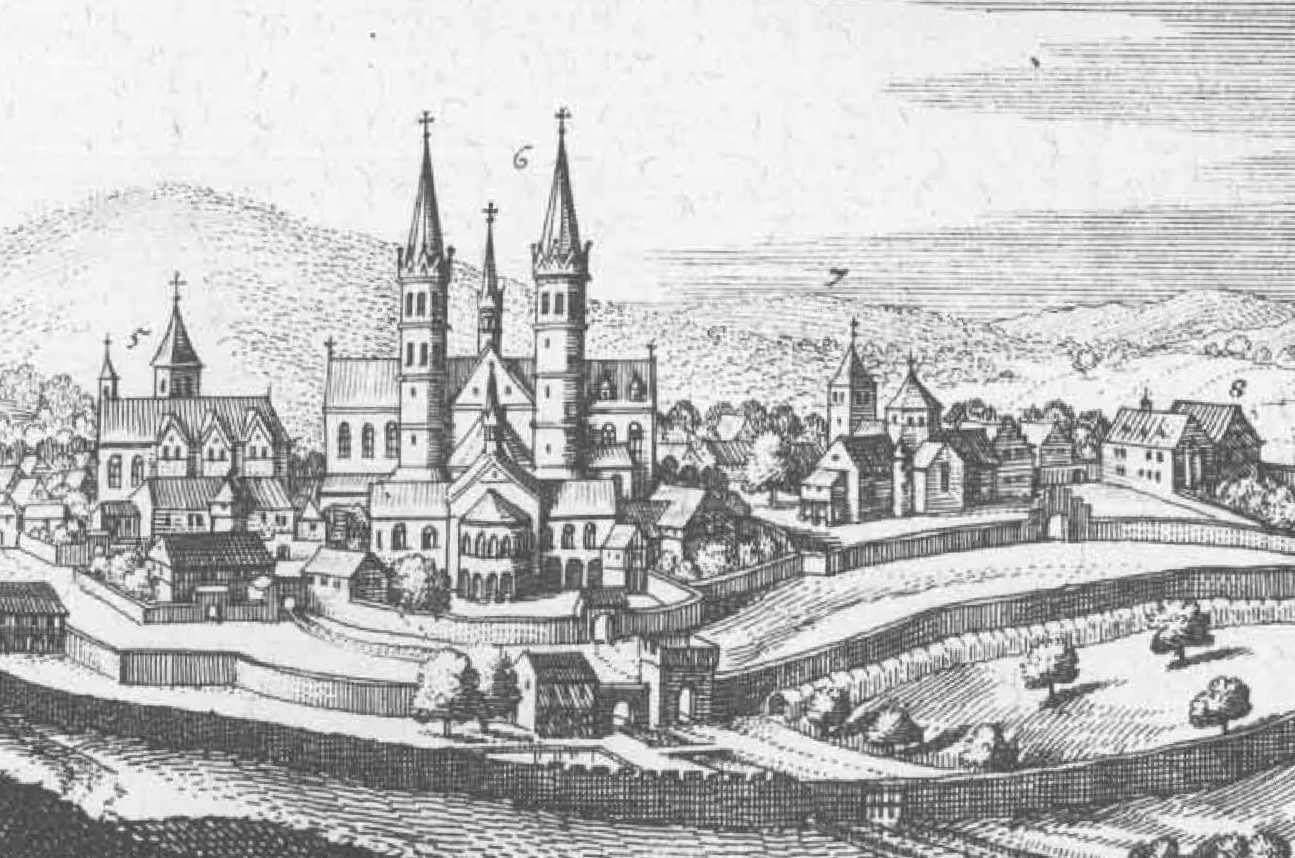
Blick auf das Kloster, in der Mitte ist die Ratgar-Basilika zu sehen. Ausschnitt aus dem Kupferstich von Matthäus Merian (1655)

Zwischen 791 und 819 baute man für Bonifatius eine Grabeskirche. Nach dem Baumeister, dem Mönch Ratgar, der zeitweise auch Abt war, wurde sie Ratgar-Basilika genannt. Sie entstand nach den Bauplänen des Petersdoms in Rom und war die größte Basilika nördlich der Alpen. Der Bau verschlang so große Mittel, dass Abt Ratgar vom Konvent des Klosters vertrieben wurde. Im Verlaufe des Mittelalters zerfiel die Bausubstanz immer mehr, so dass der Ratgar-Dom 1700 abgerissen und über der Bonifatiusgruft der heutige barocke Dom errichtet wurde.
Die benachbarte Michaelskirche stammt aus den Jahren 819 bis 822. Sie war die Kapelle des Mönchsfriedhofs. Die Krypta ist original erhalten geblieben, der Kirchenraum erfuhr mehrere Umbauten. Sie ist eine der ältesten Kirchen nördlich der Alpen, ebenso wie die Grabeskirche der heiligen Lioba im benachbarten Petersberg. Die Heilige Lioba galt als Nichte des Bonifatius, sie kann aber auch wegen des damals noch nicht praktizierten Zölibats seine Frau gewesen sein, was allerdings reine Spekulation ist.
Möglich wurden diese für die damalige Zeit gigantischen Bauten durch Einnahmequellen aus dem Zehnten, den das Kloster bei den Hörigen und Bauern eintrieb. Zusätzlich mussten sie Frondienste leisten. Die Berechtigung hierzu zog man aus einer Urkunde Karls des Großen, die dem Kloster das Zehntprivileg zubilligte. Doch diese Urkunde war eine Fälschung, die möglicherweise nach dem Tod Karls des Großen 814 zu Zeiten des Abtes Ratgar hergestellt wurde. Ein Nachfolger Karls des Großen, der ostfränkische König Ludwig der Deutsche (um 806–876), bestätigte die Fälschung 875, wohl auch in dem Glauben, dass Karl der Große das Privileg gegeben habe. Damit ist das Fuldaer Zehntprivileg das erste eindeutige dieser Art in Deutschland.
Ein weiterer berühmter Abt des Reichsstiftes Fulda war 822 bis 842 Rabanus Maurus. Er gilt als einer der bedeutendsten Äbte des Fuldaer Klosters, das zu dieser Zeit mit über 600 Mönchen auf dem Höhepunkt seines Ansehens stand und mit seiner etwa 2000 Handschriften umfassenden Bibliothek als eine Leuchte abendländischer Gelehrsamkeit galt. Darin wurde er vom damaligen Leiter der Klosterschule Rudolf maßgeblich unterstützt.
Nach einer von der Schriftstellerin Donna Woolfolk Cross wiederbelebten, jedoch durch keinerlei Tatsache gestützten Legende soll die spätere Päpstin Johanna um 830 im Fuldaer Kloster gelebt haben (Die Päpstin ISBN 3-7466-1400-7).
Die Entwicklung der Reichsabtei Fulda war in den darauf folgenden Jahrhunderten durch zwei Entwicklungstendenzen geprägt. Zum einen wurde die Abtei und der jeweilige Fuldaer Abt Teil des ottonischen Reichskirchensystems, zum anderen begannen Entfremdungen von Lehensgütern, die zwar dem Kloster gehörten, jedoch an Adlige der Umgebung ausgeliehen waren. Exemplarisch ist hier die Familie der Grafen von Ziegenhain (heute Schwalmstadt) zu nennen, die Hochvögte von Fulda waren. Sie zogen für die Abtei den Zehnten ein und zahlten dafür Abgaben an das Kloster, besorgten auch den militärischen Schutz.
Die Abtei und die Siedlung erhielten 1019 durch Heinrich II. das Münz-, Markt- und Zollrecht und 1114 wurde Fulda erstmals als Stadt (Civitas) erwähnt.

### Hochmittelalter
Die Entwicklung der Reichsabtei Fulda war in den darauf folgenden Jahrhunderten durch zwei Entwicklungstendenzen geprägt, zum einen wurde die Abtei und der jeweilige Fuldaer Abt Teil des ottonischen Reichskirchensystems, zum anderen begannen Entfremdungen von Lehensgütern, die zwar dem Kloster gehörten, jedoch an Adlige der Umgebung ausgeliehen waren. Exemplarisch ist hier die Familie der Grafen von Ziegenhain (heute Schwalmstadt) zu nennen, die Hochvögte von Fulda waren.
Die Abtei und die Siedlung erhielt 1019 durch Heinrich II. das Münz-, Markt- und Zollrecht und 1114 wurde Fulda das erste Mal als Stadt (Civitas) erwähnt.
Die Entfremdungen der Klostergüter führten im 12. Jahrhundert zum wirtschaftlichen Niedergang des Klosters. Erst unter Abt Markward I. (1150–1165) wurden viele dieser Güter restituiert. Dabei half dem Abt einer der bekanntesten Urkundenfälscher des Mittelalters, der Fuldaer Mönch Eberhard, der die Besitzstände der Abtei im sogenannten Codex Eberhardi zusammenfasste und dabei stark zu Gunsten des Klosters verfälschte. Abt Markward vertrieb Raubritter, legte Burgen zum Schutz des Klostergebietes an und befestigte die Stadt 1162 mit einer Stadtmauer.
1208 wurde Fulda zur Stadt erhoben und wachte seitdem eifersüchtig über seine Rechte gegen die Anmaßungen der Äbte.

### Spätmittelalter
1236 kam es nach einem Pogrom an den Fuldaer Juden zu einem Prozess vor dem Hofgericht Kaiser Friedrichs II. Nach dem Tod von fünf christlichen Kindern durch einen Mühlenbrand wurden die Fuldaer Juden des Mordes und der Brandstiftung bezichtigt. 30 von ihnen wurden daraufhin erschlagen. Die Kinderleichen wurden in die Pfalz Hagenau vor den Kaiser gebracht, um die Juden im Reich bestrafen zu lassen. Friedrich war von der Unschuld der Juden überzeugt und ließ Experten befragen. Im Juli 1236 sprach er die Juden von allen Anschuldigungen frei und stellte sie im Augsburger Judenprivileg als Kammerknechte unter seinen Schutz. Diese Episode beschreibt Richer von Senones in seiner Chronik Gesta Senoniensis Ecclesiae, allerdings mit einem falschen Hintergrund.
Durch Kaiser Friedrich II. wurden die Äbte des Klosters in den Reichsfürstenstand erhoben. Fürstabt Heinrich V. von Diez-Weilnau (1288–1313) ließ zwischen 1294 und 1312 eine Abtsburg bauen, in der er außerhalb des Klosters residierte. Diese Burg wurde im 17. Jahrhundert durch Fürstabt Johann Friedrich von Schwalbach in ein Renaissanceschloss umgebaut.
Als Abt Heinrich (vor 1320) jedoch noch eine zweite innerhalb der Stadt errichtete, erstürmten die Bürger mit Hilfe des Hochvogtes Graf Johann von Ziegenhain beide Burgen des Abtes und zerstörten die neue Burg samt Turm und Ringmauern. Auf Klage des geflüchteten Abtes beim Kaiser wurden über die Stadt und den Grafen von Kaiser Ludwig IV. die Reichsacht verhängt. Später (1331) vermittelte der Trierer Erzbischof Balduin eine Sühne, infolge derer die Bürger den Turm und die Ringmauern der neuen Burg wiederherzustellen hatten und bedeutende Entschädigungen zahlen mussten. Die Anführer des Aufstandes wurden hingerichtet.
1350 suchte der schwarze Tod die Pest Fulda heim. Schon im März 1349 kam es jedoch in Fulda zum ersten Pestpogrom in Hessen, dem die weitaus überwiegende Mehrheit der jüdischen Bevölkerung zum Opfer fiel. 1356 verlieh Kaiser Karl IV. dem Fürstabt den Ehrentitel „Erzkanzler der Kaiserin“. Das Fuldaer Land mit Kloster und Stadt stand jetzt im Kräftespannungsfeld der beiden benachbarten Territorien, dem Erzbistum Mainz und der Landgrafschaft Hessen.
Unter Abt Reinhard von Weilnau (1449–1476) erreichte die Entwicklung des Reichsstiftes in ein Territorialfürstentum einen Abschluss.

## Neuzeit

### Bauernkrieg, Reformation und Katholische Restauration

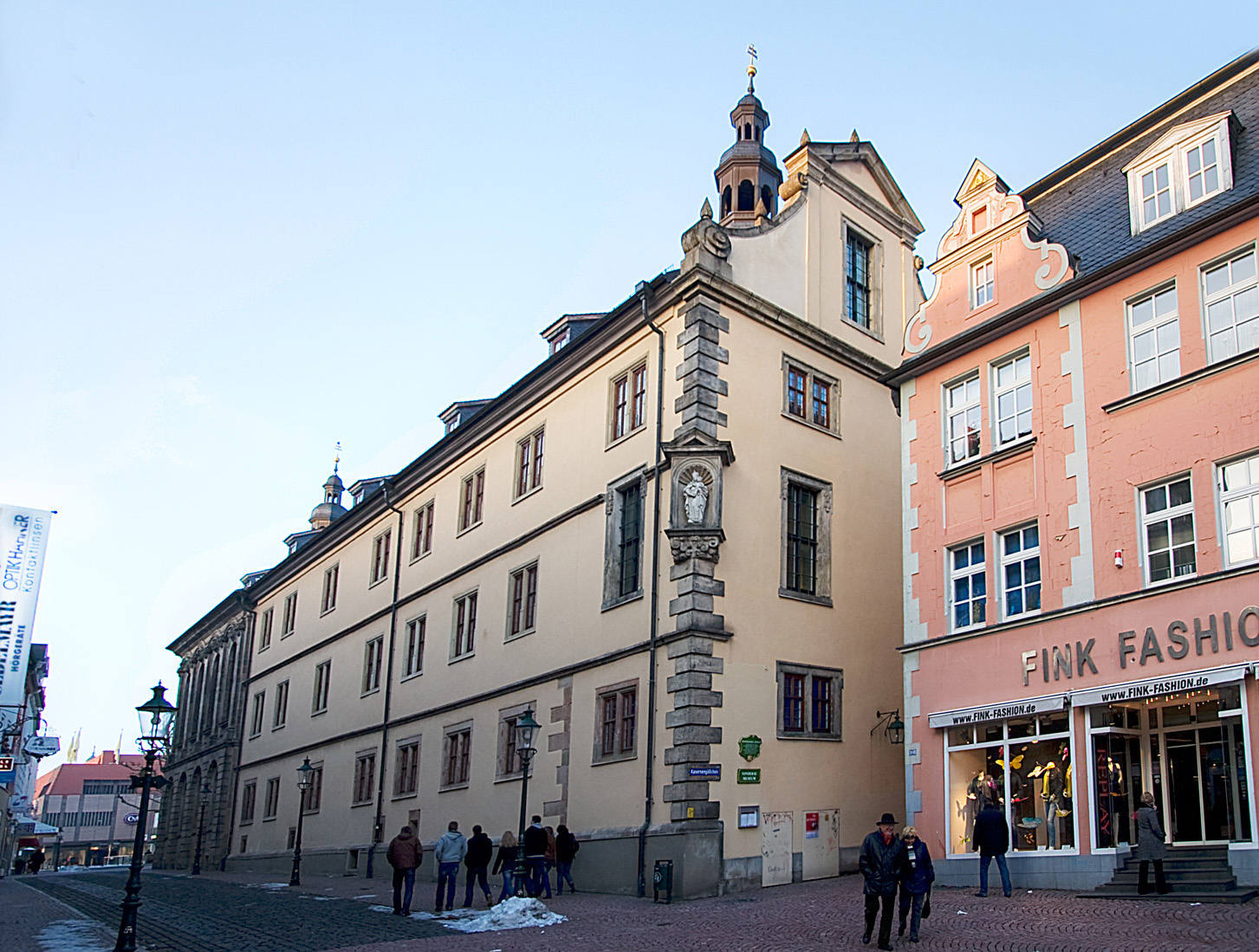
Päpstliches Seminar Fulda. 1584 durch Papst Gregor XIII. gegründet.

Im Stift Fulda breiteten sich ab 1517 reformatorische Lehren aus, die Äbte sowie ein Großteil von Klerus und Bevölkerung hielten aber am alten Glauben fest.
Der mitteldeutsche Bauernaufstand 1525 fasste zuerst im Gebiet der Reichsabtei Fulda Fuß. Die Bauern und die Bürger der Stadt verbündeten sich (Ostern 1525); das Reichsstift wurde mitsamt seinen Nebenklöstern geplündert. Der hessische Landgraf Philipp von Hessen rückte am 3. Mai 1525 mit einem starken Heer an, worauf hin sich die Bauern nach kurzem Widerstand ergaben. Die Stadt wurde gebrandschatzt und musste die Kriegskosten tragen. In der Folge stieg die Bedeutung der Landstände des Stifts Fulda deutlich.
1570 wurde Balthasar von Dernbach Fürstabt von Fulda. Er wollte das Hochstift von innen heraus erneuern und berief 1571 die Jesuiten nach Fulda. Ein Gymnasium (1572) und ein päpstliches Kolleg (1584) wurden eingerichtet.

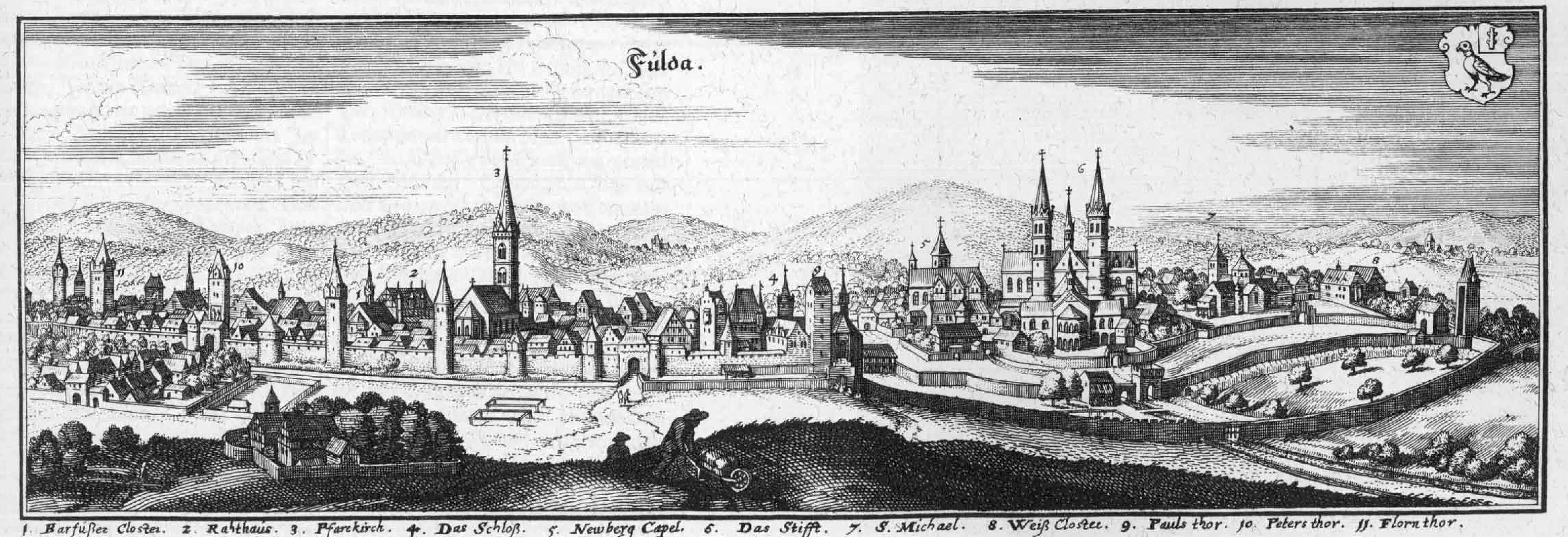
Kupferstich von Fulda von Matthäus Merian (1655)

### Dreißigjähriger Krieg
Der Dreißigjährige Krieg 1618–1648 verwüstete weite Teile Deutschlands. Auch Fulda blieb nicht verschont. 1622 plünderten und brandschatzten Truppen des Herzogs Christian von Braunschweig-Wolfenbüttel das Hochstift. Vom November 1631 bis zum Oktober 1633 war die Stadt von Hessen-Kassel besetzt. Am 20. Juni 1640 brachen 300 herumstreifende schwedische Reiter ein Stadttor auf und plünderten am folgenden Tag.
Unter Fürstabt Joachim von Gravenegg (1644–1671) wurden die meisten Kriegsschäden behoben.

### Barock und beginnende Industrialisierung

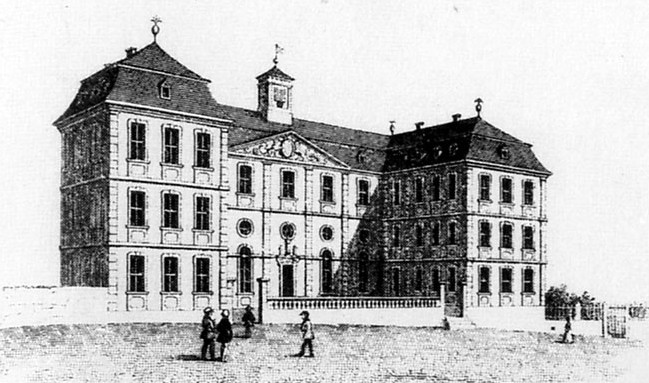
Adolphs-Universität Fulda, 1840

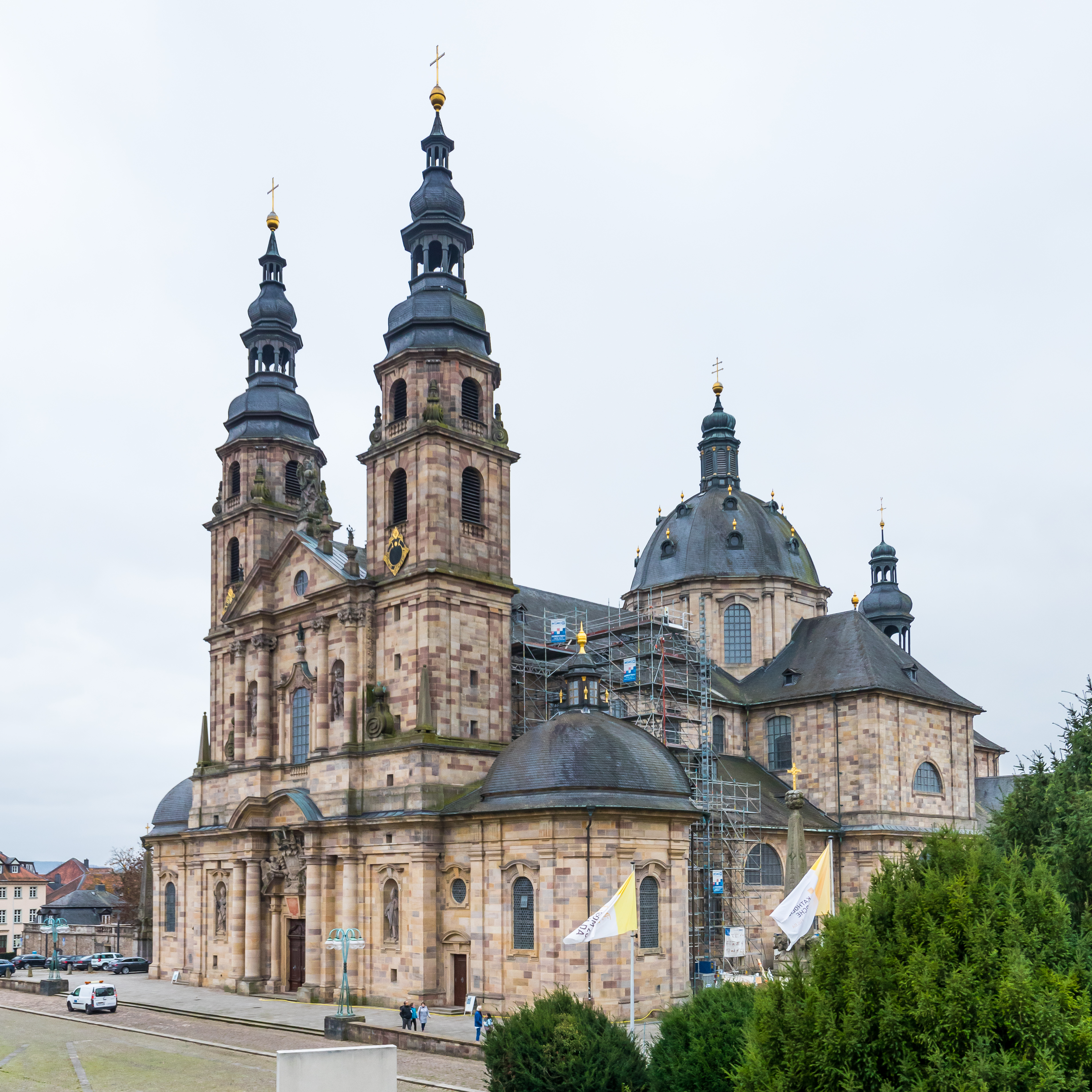
Dom St. Salvator zu Fulda

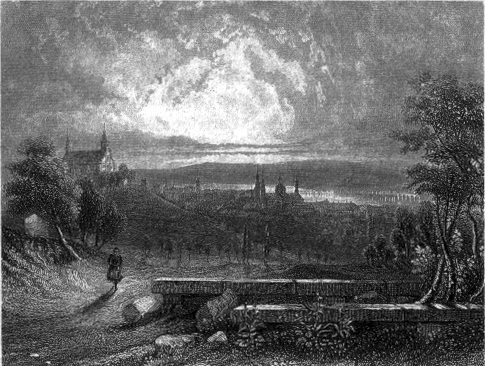
Panorama Fuldas, Radierung, ca. 1830

Fürstabt Adalbert von Schleifras ernannte 1700 Johann Dientzenhofer zum Stiftsbaumeister in Fulda und beauftragte ihn an der Stelle der Ratgar-Basilika einen neuen Dom und ein Stadtschloss im barocken Stil zu errichten.
1752 wurden die Fürstäbte in den Stand von Fürstbischöfen erhoben.
Von 1734 bis 1805 existierte die Universität Fulda. Die von Fürstabt Adolph von Dalberg auf der Grundlage des päpstlichen Kollegs gegründete Einrichtung besaß vier Fakultäten: Theologie, Philosophie, Medizin und Jura. Das barocke Gebäude von 1731–1734 wurde von Andreas Gallasini entworfen und beherbergt heute die Adolf-von-Dalberg-Grundschule.
Die Säkularisation 1802 entmachtete die Fürstäbte. Die fuldischen Besitzungen gingen als Teil des neu gebildeten Fürstentums Nassau-Oranien-Fulda an Friedrich Wilhelm von Oranien-Nassau, bis 1806 Napoleon die Provinz Fulda annektierte. 1810 wurde sie Teil des Großherzogtums Frankfurt. Auf dem Wiener Kongress 1815 wurde die Provinz aufgelöst und nach einer einjährigen preußischen Verwaltung an Kurhessen abgegeben. Durch den Deutsch-Österreichischen Krieg wurden Fulda und Kurhessen 1866 Teil des Königreichs Preußen.

## 20. Jahrhundert
In der Weimarer Republik wurde Fulda 1927 kreisfreie Stadt.

### 1933–1945
In der Reichspogromnacht am 9. November 1938 wurde die Synagoge in der ehemaligen Judengasse zerstört. Am 9. November wurde der Brand der Synagoge vorbereitet, nachdem das Mobiliar bereits zertrümmert worden war. Gegen 2 Uhr, 4 Uhr und 6 Uhr wurde Feuer gelegt; die 80 Jahre alte Synagoge brannte nieder. Am Folgetag wurden jüdische Geschäfte und Wohnungen zerstört. Der Historiker Walter Mühlhausen sagte: „Die Initiative zu der Gewalt in Hessen ging in der überwiegenden Mehrzahl von den örtlichen NS-Organisationen aus, doch die Bevölkerung, gleich ob sie das braune Parteibuch besaß oder nicht, machte in der Reichskristallnacht mit“. 1940 wurde der jüdische Friedhof zerstört, die Grabsteine entfernt und an anderen Gebäuden verbaut. Ab 1941 folgte die Deportation von insgesamt 243 Fuldaer Juden.
Im Zweiten Weltkrieg wurde Fulda bei mehreren Luftangriffen zu einem Drittel zerstört. Die Stadt war jedoch nie Primärziel der Alliierten. Amerikanische Verbände bombardierten auf dem Rückflug meist die Gegend um den Verschiebebahnhof mit den benachbarten Gummiwerken. Aber Fehlabwürfe trafen beispielsweise auch die Innenstadt um den damaligen Adolf-Hitler-Platz (Platz vor der Stadtpfarrkirche, heute wieder „Unterm Heilig Kreuz“).

### Nach 1945
Die kreisfreie Stadt (seit 1927) entwickelte sich nach 1945 zu einem modernen Industriestandort. 1972 erfolgt die Eingemeindung von 24 Stadtumlandgemeinden. 1974 verliert die Stadt die Kreisfreiheit, bis sie 1980 einen „Funktionalen Sonderstatus“ erhält, und damit verschiedene Aufgaben der Kreisstufe erwirbt.
Vom 31. August bis zum 5. September 1954 fand in Fulda der 76. Deutscher Katholikentag statt. Er stand unter dem Leitwort „Ihr sollt mir Zeugen sein“.
Ein weiterer Höhepunkt in der Stadtgeschichte war der Besuch von Papst Johannes Paul II., der am 17. und 18. November 1980 von mehr als 100.000 Gläubigen begeistert auf dem Domplatz empfangen wurde.
In der Zeit des Kalten Krieges hatte Fulda eine besondere strategische Bedeutung, die im Begriff Fulda Gap verdeutlicht wird. Der Begriff rührte von der Vorstellung, dass im Falle eines Angriffs des Warschauer Pakts dieser versuchen würde, durch das Tal der Fulda nach Südwestdeutschland einzudringen. Es gab eine große US Garnison mit dem 11th Armored Cavalry Regiment.
1994 feierte die Stadt ihr 1250-jähriges Bestehen und wurde Veranstaltungsort der 1. Hessischen Landesgartenschau.